# Najm al-Din Kubrà
Najm al-Din Kubrà Abū l-Jannāb Ahmad ibn Najm al-Dīn, detto Kubrà) (1145 – 1221) è stato un religioso e mistico sufi persiano.

## Biografia

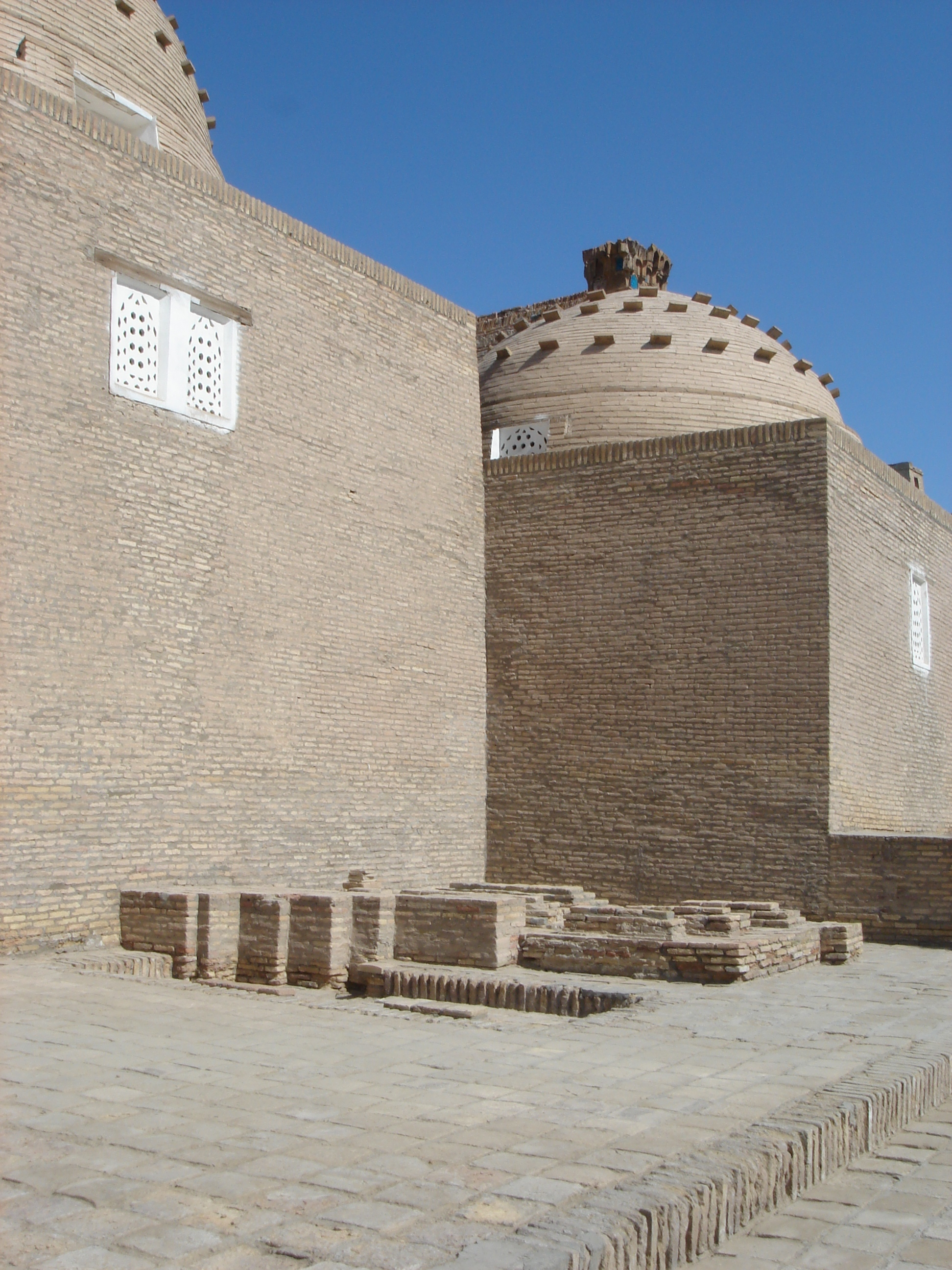
Mausoleo di Najm ad-Din al-Kubra

Originario del Khwārizm, Najm al-Dīn abbandonò i suoi studi di teologia e seguì in Egitto l'insegnamento mistico di Rūzbihān al-Wazzān al-Misrī, discepolo di Abu al-Najib Suhrawardi ma fu solo su esortazione di Bābā Faraj Tabrīzī che decise di adottare in pieno la vita da sufi. Operò con ‘Ammār ibn Yāsir al-Bidlīsī (m. 1200) e Ismā‘īl al-Qasrī (m. 1193) – discepoli entrambi di Shihāb al-Dīn Suhrawardī – che lo esortò a fondare una tariqa nelle sue terre d'origine.
Qui egli fu un'attiva e premurosa guida per i suoi numerosi discepoli della Kubrawiyya (confraternita diffusasi anche in India), tanto da ricevere il soprannome di walī turāsh (patrono di santi).
La sua riflessione mistica gli fece affrontare e approfondire le tematiche delle apparizioni e dei sogni premonitori, così come quelle relative alla natura dei "corpi sottili"  (latā‘if) dell'uomo.
Scrisse le Fawā'ih al-jamāl wa l-fawātih al-jalāl (Gli schiudimenti della Bellezza e i profumi della Maestà), la Risālat al-kha'if al-hā'im min lawmat al-lā'im e gli Usūl al-‘ashara, oltre a un Tafsīr (Commentario) coranico.
Fedele alla sua indole Najm al-Din sarebbe morto resistendo con un gruppo di suoi discepoli ai Mongoli che avevano invaso la Corasmia e che, pure, lo avevano invitato ad allontanarsi dai luoghi che essi avevano investito con incontenibile impeto e durezza. Il mausoleo consacrato al culto della sua personalità, è sito a Kunja-Urgenç.

## Traduzioni italiane
- Najm al-din Kubrà, Gli schiudimenti della Bellezza e i profumi della Maestà, a cura di Nahid Norozi, Mimesis, Milano 2011